# Ilse Pausin
Ilse Pausin, née le 7 février 1919 en Autriche et morte le 6 août 1999, est une ancienne patineuse artistique autrichienne. Avec son frère Erik, elle a concouru pour l'Autriche en couple et pour l'Allemagne à la suite de l'Anschluss.

## Palmarès
Avec son partenaire Erik Pausin
| Compétitions / Années                                              | 1935 | 1936 | 1937 | 1938 | 1939 | 1940 | 1941 |
| Jeux olympiques d'hiver                                            |      | 2e   |      |      |      | JA   |      |
| Championnats du monde                                              | 2e   | 2e   | 2e   | 2e   | 2e   | CA   | CA   |
| Championnats d’Europe                                              | 4e   |      | 2e   | 2e   | 2e   | CA   | CA   |
| Championnats d'Allemagne                                           |      |      |      |      | 2e   | 2e   | 2e   |
| Championnats d'Autriche                                            | 2e   | 1re  | 1re  | 1re  | 1re  | 1re  | 1re  |
| Légende : JA = Jeux olympiques annulés ; CA = Championnats annulés |      |      |      |      |      |      |      |